# Alicja Miguła
Alicja Miguła, primo voto Jakubowska, secundo voto Waliszewska (ur. 15 lipca 1933 w Łodzi, zm. 26 sierpnia 2013) – polska koszykarka, występująca na pozycjach rzucającej lub niskiej skrzydłowej, reprezentantka Polski, multimedalistka mistrzostw Polski.

## Osiągnięcia
Na podstawie, o ile nie zaznaczono inaczej.
Drużynowe
- Mistrzyni Polski (1958, 1960–1962)
- Wicemistrzyni Polski (1957, 1963–1965)
- Uczestniczka międzynarodowych rozgrywek Pucharu Europy Mistrzyń Krajowych (1958/1959 – TOP 8, 1960/1961 – TOP 8, 1961/1962 – TOP 16, 1962/1963 – TOP 8)

Reprezentacja
- Uczestniczka mistrzostw:
  - świata (1959 – 5. miejsce)[3]
  - Europy (1956 – 5. miejsce, 1960 – 4. miejsce, 1962 – 6. miejsce)[4][5][6]